# Erysipelothrix
Erysipelothrix ist eine Gattung von Bakterien, die im Darm von Menschen und Tieren vorkommt. Einige Arten sind pathogen. Bei Tieren wird die Krankheit als Rotlauf bezeichnet, beim Menschen tritt das Erysipeloid auf. Ein wichtiges Merkmal der Arten ist der besondere Bau der Zellwand, man spricht vom B-Typ.

## Merkmale
Arten wie Erysipelothrix rhusiopathiae, E. inopinata, E. tonsillarum, treten einzeln oder in kurzen Ketten auf. Sie können paarweise in einem Winkel zueinander liegen, woraus sich V-Formen ergeben. Des Weiteren können sie in Gruppen ohne besondere Anordnung auftreten. Filamente können 60 Mikrometer oder länger sein.
Die Arten haben eine Zellwand vom B-Typ. Hierbei liegt die Peptidbrücke des Mureins zwischen den Aminosäuren an den Positionen 2 und 4 und nicht, wie bei der überwiegenden Mehrheit der Bakterien, zwischen den Aminosäuren an den Positionen 3 und 4. Der seltene B-Typ, der keine meso- oder LL-Diaminopimelinsäure (m- oder LL-A2pm) als Peptidoglykan-Bestandteil enthält, kommt auch bei einigen anderen Mitgliedern der Familie Erysipelotrichaceae, bei einigen Mitgliedern der Bacillota (früher als Firmicutes bezeichnet) und bei Arten der Microbacteriaceae (zählt zum Phylum Actinobacteria) vor.
Kulturen der Stämme von Erysipelothrix rhusiopathiae kommen in einer rauen und einer glatten Form vor (eine Eigenschaft, die in der Artbeschreibung von Erysipelothrix tonsillarum und Erysipelothrix inopinata nicht erwähnt wird). In der glatten Form (S-Form) erscheinen die Zellen als kleine, gerade oder leicht gekrümmte Stäbchen. Kolonien (24–48 h) sind sehr klein, konvex, kreisförmig und durchsichtig mit glatter, glänzender Oberfläche. In älteren Kulturen werden die Kolonien etwas größer und das Zentrum wird undurchsichtig. In der rauen Form (R-Form) überwiegen lange Filamente, die oft über 60 µm lang sind. Kolonien der R-Form sind größer, flacher und undurchsichtiger; die Oberfläche ist matt, uneben und der Rand unregelmäßig. In Blut- und Gewebeausstrichen von akuten Infektionsformen, besonders in Fällen von Septikämie, weisen die Organismen die S-Form auf. Bei chronischen Infektionen mit Arthritis und Endokarditis wird die R-Form häufig isoliert und auch S-Formen sind normalerweise vorhanden. Die Unterscheidung zwischen S- und R-Form-Kolonien ist nicht immer genau, es können auch Zwischenformen auftreten. S-Form-Kolonien dissoziieren und bilden Zwischen- und R-Form-Kolonien. R-Formen können auch S-Form-Kolonien bilden.
Stämme von Erysipelothrix rhusiopathiae und Erysipelothrix tonsillarum produzieren in Gelatine-Kulturen ein charakteristisches „pipe cleaner“-Wachstum („Pfeifenreiniger“-Wachstum). Zunächst ist das Wachstum schwach, undeutlich und auf einen Bereich direkt unter der Oberfläche beschränkt. Nach einigen Tagen erscheint das Wachstum als Säule, die sich bis zum Boden des Röhrchens erstreckt. Die Wachstumssäule besteht aus feinen seitlichen Auswüchsen, die sich bei S-Form-Organismen nur 2 bis 3 mm vom Stich entfernt erstrecken, bei R-Form-Organismen jedoch auch die Seiten des Röhrchens erreichen können.

## Stoffwechsel und Wachstum
Die Arten sind fakultativ anaerob, sie können also sowohl in Gegenwart von Sauerstoff wachsen als auch unter Sauerstoffausschluss. Der Bau der Zellwand nach sind sie eindeutig Gram-positiv, wobei der Gram-Test auch negativ ausfallen kann. Sie sind chemoorganotoph, benötigen also organische Stoffe.
Der Glukosestoffwechsel erfolgt über den Citrat-Zyklus, obwohl eine geringe Menge Glukose über den Pentosephosphatweg dissimiliert wird. Es scheint so, dass der Citrat-Zyklus bei Erysipelothrix rhusiopathiae relativ unbedeutend ist.

## Ökologie und Medizin
Arten von Erysipelothrix sind meist parasitisch und pathogen bei Tieren und Menschen.
Die Art Erysipelothrix inopinata wurde überraschenderweise aus Gemüsebrühe, die zur Herstellung von Wachstumsmedien verwendet wird, isoliert. Der lateinische Artname E. inopinata bedeutet so viel wie „unerwartet“. Die Art E. larvae kommt im Darm vom Nashornkäfer vor. Die im Jahr 2020 beschriebene Art E. piscisicarius wurde als Krankheitserreger bei Fischen entdeckt. Sie ist allerdings auch krankheitserregend beim Menschen, wie 2022 von Weifeng Huang und Mitarbeitern beschrieben wurde. Erysipelothrix urinaevulpis wurde im Urin eines Fuchses gefunden. Die Art E. aquatica wurde aus der Lunge einer Sumpfschildkröte (Pseudemys concinna concinna) und aus einem Blutegel isoliert. E. anatis wurde aus einer Ente, einer Gans und einem Schwein isoliert. Die Art scheint ebenfalls pathogen zu sein, sie wurde bei der Ente im Gehirn gefunden.
Erysipelothrix rhusiopathiae verursacht den Rotlauf bei Schweinen und weiteren Tierarten. Beim Menschen ist es der Verursacher des Erysipeloid. Die Art ist in der Lage, über einen langen Zeitraum in der Umwelt, auch im Meer, zu überleben. Es wurde von Säugetieren (wie Hunde, Katzen, Rinder), Beuteltieren, Vögeln (z. B. Hühner, Truthähne), Fischen und wirbellosen Meerestieren (bei Kopffüßern, Austern und Hummern) isoliert. Die Quelle der infektiösen Organismen sind in der Regel asymptomatische Tiere, die mit Erysipelothrix in Kontakt kommen, z. B. durch Oberflächenwasser oder Wildtieren oder Haustiere und auch von Insekten, wie Milben. Pathogene Stämme von E. rhusiopathiae wurden aus Fäkalien isoliert, dem Grundwasser, dem Boden in Schweineställen und aus dem Abwasser von Schlachthöfen. Die Ausscheidung der Mikroben durch asymptomatische Schweine in den Boden von Schweineställen ist wahrscheinlich der Grund dafür, dass E. rhusiopathiae aus Betrieben, in denen keine Fälle von Erysipel bei Schweinen aufgetreten sind, isoliert wurde.

## Systematik
Im Jahr 1876 isolierte Robert Koch den Bazillus erstmals aus dem Blut von Mäusen, die subkutan mit Blut aus verwesendem Fleisch geimpft worden waren, und gab ihm die Bezeichnung E. muriseptica. Im Jahr 1882 beobachtete Friedrich Loeffler einen ähnlichen Organismus in den Hautblutgefäßen eines Schweins, das an Schweinerotlauf gestorben war, und veröffentlichte die erste gute Beschreibung des Organismus. Es ist wahrscheinlich, dass es sich bei einem Bakterium, der einige Monate zuvor von Louis Pasteur und Dumas bei an Röteln verendeten Schweinen entdeckt wurde wurde, um denselben Bazillus handelt, der von Friedrich Loeffler beschrieben wurde. Friedrich Julius Rosenbach war der erste, der Erysipelothrix als Krankheitserreger beim Menschen identifizierte und berichtete im Jahr 1909  er über die Isolierung des Organismus aus einem Patienten und prägte den Begriff „erysipeloid“, um die beobachteten Läsionen aufgrund des Bakteriums von denen des menschlichen Erysipels zu unterscheiden. Erysipelothrix wurde danach als Ursache einer Infektion bei vielen Tierarten identifiziert. Rosenbach unterschied drei Arten, E. muriseptica, E. porci und E. erysipeloides, basierend auf ihrem Ursprung bei Mäusen, Schweinen bzw. Menschen. Der Name Bacterium rhusiopathiae war älter als der Name E. porci. Die Kombination Erysipelothrix rhusiopathiae wurde im Jahr 1918 erstmals vorgeschlagen. Es wurden 36 oder mehr Namen für Arten dieser Gattung vergeben. In der Annahme, dass alle Stämme zu einer einzigen Art gehörten, wurde der Name E. insidiosa
für E. rhusiopathiae, E. muriseptica und E. erysipeloides vorgeschlagen.(Langford und Hansen 1953, 1954). Im Jahr 1966 schlugen Shuman und
Wellmann vor E. rhusiopathiae anstatt  E. insidiosa zu verwenden, was wörtlich „Erysipel-Faden der roten Krankheit“ bedeutet.
Aktuell (Stand Mai 2025) zählt die Gattung zu der Familie Erysipelotrichaceae. Diese Familie wurde im Jahr 2004 von Susanne Verbarg und Mitarbeitern eingeführt.
Es folgt eine Liste einiger Arten:
- Erysipelothrix amsterdamensis Zhong et al. 2024
- Erysipelothrix anatis Eisenberg et al. 2022
- Erysipelothrix aquatica Eisenberg et al. 2022
- "Erysipelothrix enhydrae" Chang et al. 2023
- Erysipelothrix inopinata Verbarg et al. 2004
- Erysipelothrix larvae Bang et al. 2016
- "Erysipelothrix murisepticus" Rosenbach 1909
- Erysipelothrix piscisicarius Pomaranski et al. 2020
- "Erysipelothrix porci" Rosenbach 1909
- Erysipelothrix rhusiopathiae (Migula 1900) Buchanan 1918 (Approved Lists 1980)
- Erysipelothrix tonsillarum Takahashi et al. 1987
- Erysipelothrix urinaevulpis Eisenberg et al. 2022